# 尾竹越堂
尾竹 越堂（おたけ えつどう、1868年2月21日（慶応4年1月28日） - 1931年（昭和6年）12月3日）は、明治から昭和期にかけての浮世絵師・日本画家。
多くの文献が誤っているが、姓の読みは「ODAKE（おだけ）」ではなく、「OTAKE（おたけ）」と濁らないのが正しい。

## 経歴

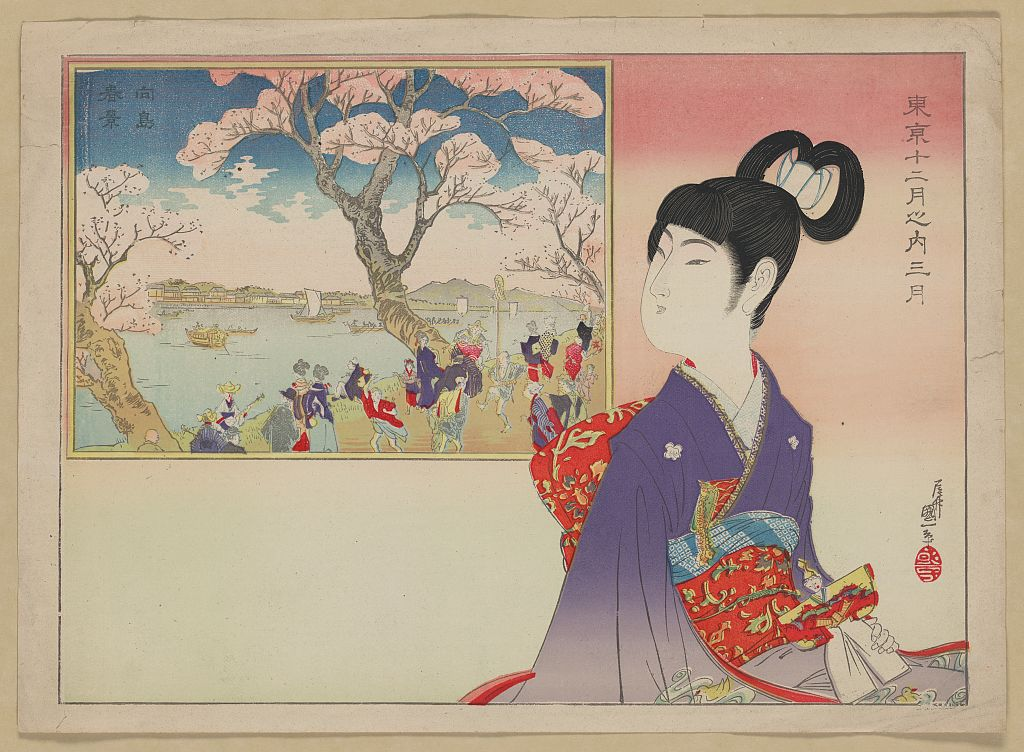
「東京十二月之内三月 向島春景」 尾竹国一画。

画号を国一（富山時代）、国弌、観月（大阪時代）とも称す。紺屋を営む尾竹倉松の長男として慶応4年1月28日（1868年2月21日）、越後国白根町（現在の新潟県新潟市）に生まれる。本名熊太郎。幼少のとき東京に出て四代目歌川国政に浮世絵を学んだと伝わる。明治18年（1885年）ごろから国雪と号して『新潟新聞』に挿絵を描き、明治22年（1889年）に富山に移ると、売薬版画、新聞挿絵、絵馬、押絵の下絵などを描いた。明治23年（1890年）に富山越前町に住み、後に総曲輪町、山王町に移った。売薬版画の役者絵、歴史絵を多数描いたほか、明治23年9月23日より富山日報における小説挿絵を担当、人物画を得意として明治32年（1899年）まで描いていた。
明治32年に富山を離れ、大阪を経て後に再び東京府下谷区下根岸へ移り、土佐派の小堀鞆音に師事する。発明好きでもあり、大阪時代には自ら粉歯磨を作って「大和桜」の名で販売もしていた。明治40年（1907年）ごろ、伊藤博文の命名により越堂と号する。引き札などの下絵制作に携わる。大阪美術会委員、大阪図案意匠絵画会図案部審査員などをつとめる。明治27年（1894年）富山共進会で銅賞、明治33年（1900年）大阪画会で銀賞を受賞。また日本美術院の新画風を学び、巽画会にも会員として加わった。明治44年（1911年）、第5回文展に「韓信」が入選。大正2年（1913年）1月より本格的に東京に居を移すと、兄弟3名で八華会を結成。根岸に住み、実弟竹坡、国観らとともに尾竹三兄弟として活躍した。文展でも大正3年（1914年）第8回展に「さつき頃」（二曲一双）、大正4年（1915年）第9回展に「湖」（六曲一双）、大正5年（1916年）第10回展に「漁樵問答」（六曲一双）を発表し入選を重ねた。
昭和6年（1931年）12月3日、東京府荏原郡駒沢町の自宅で死去。弟子に金森観陽、水上如観がいる。

## 親族
父の倉松も国石の画号をもつ絵師だった。越堂と近所付き合いがあった彫刻家の朝倉文夫の作品に、倉松をモデルにした「尾竹翁」（1913年）がある。弟の染吉（尾竹竹坡）、亀吉（尾竹国観）も著名な画家で、明治末の日本画の世界では、尾竹三兄弟と呼ばれて一時代を築いた。
妻・うた（富山藩士の娘）との間に9人の子を儲けたが、4人は夭折し、1人は実弟・亀吉（国観）の養女となり、残り4人の娘を育てた。長女の一枝は『青鞜』同人の尾竹紅吉（べによし、筆名）として知られ、女子美術学校出の画家でもあり、陶芸家の富本憲吉の妻となった。次女・福美は佐藤春夫に見初められたが交際を越堂に反対され、洋画家の安宅安五郎に嫁いだ。佐藤は福美のことを詠った詩「泉と少女」を『三田文学』に発表している。三女・三井は日本画家の野口謙次郎に嫁ぎ、末娘の貞子は長野県出身の日本画家・尾竹正躬（まさみ、旧姓・武田）を婿養子として迎えた。一枝の息子で映画監督の富本壮吉は孫である。福美の娘の美穂は森鷗外の三男森類の妻となる。福美の三男・侃三郎は武者小路実篤の次女・妙子と結婚（結婚後、妙子が戸籍筆頭者となり侃三郎は武者小路姓を名乗るが、実篤夫妻との養子縁組はしていない）。

## 評価
美術誌『Bien（美庵）』Vol.43（2007年2月25日号、藝術出版社）の巻頭特集「きみは、尾竹三兄弟を知っているか？」にて、尾竹三兄弟の長兄として紹介された。これを受けて、国際浮世絵学会の機関誌「浮世絵芸術」、三兄弟の地元の『新潟日報』や『北日本新聞』でも『Bien（美庵）』の特集を評価し、尾竹兄弟の画業を再評価するきっかけとなった。

## 作品

### 売薬版画
- 「市川団十郎の伴左ヱ門と中村福助の名古屋山三」 大判 明治中期 高見清平版 富山市売薬資料館所蔵
- 「役者見立壇浦兜軍記 阿古屋琴セメの段」 大判2枚続 明治24年 小泉重兵衛版 富山市売薬資料館所蔵 ※落款の下に歌川派を示す年玉の印あり
- 「勧進帳」 大判 明治中期 小西美精堂版 富山市売薬資料館所蔵
- 「大閤出世鏡 三州やはき橋之段」 大短冊版 明治24年 小泉重兵衛版 富山市売薬資料館所蔵
- 「旅順口攻撃浅川大尉奮戦図」 大判 明治28年 中川吉右衛門版 富山市売薬資料館所蔵
- 「福神宝の入船」 細判 明治中期 高見清平版 富山市売薬資料館所蔵
- 「忠臣蔵七段目」 大判

### 木版口絵
- 「男女礼式」口絵 山下胤次郎作 駸々堂版 明治32年
- 「大暗殺」口絵 稲岡奴之助作 駸々堂版 明治33年
- 「髪結松」口絵 須藤南翠作 駸々堂版 明治33年
- 「心中二巴」口絵 広津柳浪作 駸々堂版 明治33年
- 「新聞売子」上下 口絵 菊池幽芳作 駸々堂版 明治33年
- 「白百合」口絵 菊池幽芳作 駸々堂版 明治34年
- 「みをつくし」口絵 菊池幽芳作 駸々堂版 明治34年
- 「平家の落武者」口絵 稲岡奴之助作 駸々堂版 明治34年
- 「梁山泊」口絵 稲岡奴之助作 駸々堂版 明治34年
- 「洗ひ髪」口絵 渡辺霞亭作 正英堂版 明治34年
- 「横綱力士小野川喜三郎」口絵 玉秀斎作 偉業館版 明治35年

### 肉筆画
| 作品名                 | 技法         | 形状・員数     | 寸法（縦x横cm）  | 所有者               | 年代               | 出品展覧会 | 落款・印章 | 備考                                                                                              |
| ---------------------- | ------------ | -------------- | ---------------- | -------------------- | ------------------ | ---------- | ---------- | ------------------------------------------------------------------------------------------------- |
| 韓信忍辱（にんにく）図 | 絹本着色     | 象牙軸         |                  | 桃投伸二コレクション |                    |            |            |                                                                                                   |
| 漁樵問答               | 絹本着色     | 六曲一双       |                  | 個人                 | 1916年（大正5年）  | 第10回文展 |            |                                                                                                   |
| 桃太郎                 | 絹本着色     |                |                  | 新潟県立近代美術館   | 1922年（大正11年） |            |            |                                                                                                   |
| 花鳥図                 | 紙本墨画淡彩 | 六曲一隻押絵貼 | 133.4x40.5（各） | 泉屋博古館           | 明治後期～大正時代 |            |            |                                                                                                   |
| 明治天皇画像           |              | 1幅            | 132.5x44.2       | 大阪城天守閣         |                    |            |            | 上部に佐藤守誠筆で、明治天皇自作の和歌「さしのぼる朝日の如くさわやかに またまほしきは心なりけり」 |
| 寒山拾得図             | 絹本着色     | 双幅           |                  | 個人                 |                    |            |            |                                                                                                   |
| 普賢菩薩図             | 絹本着色     |                |                  | 個人                 |                    |            |            |                                                                                                   |